# Altamira, Dominikanska republiken
Altamira är en ort i Dominikanska republiken.   Den ligger i provinsen Puerto Plata, i den norra delen av landet, 160 km nordväst om huvudstaden Santo Domingo. Altamira ligger 317 meter över havet och antalet invånare är 4 563.
Terrängen runt Altamira är kuperad, och sluttar norrut. Runt Altamira är det ganska tätbefolkat, med 172 invånare per kvadratkilometer. Närmaste större samhälle är Río Grande, 8,2 km öster om Altamira. I omgivningarna runt Altamira växer huvudsakligen savannskog.